# Tientje van Lieftinck

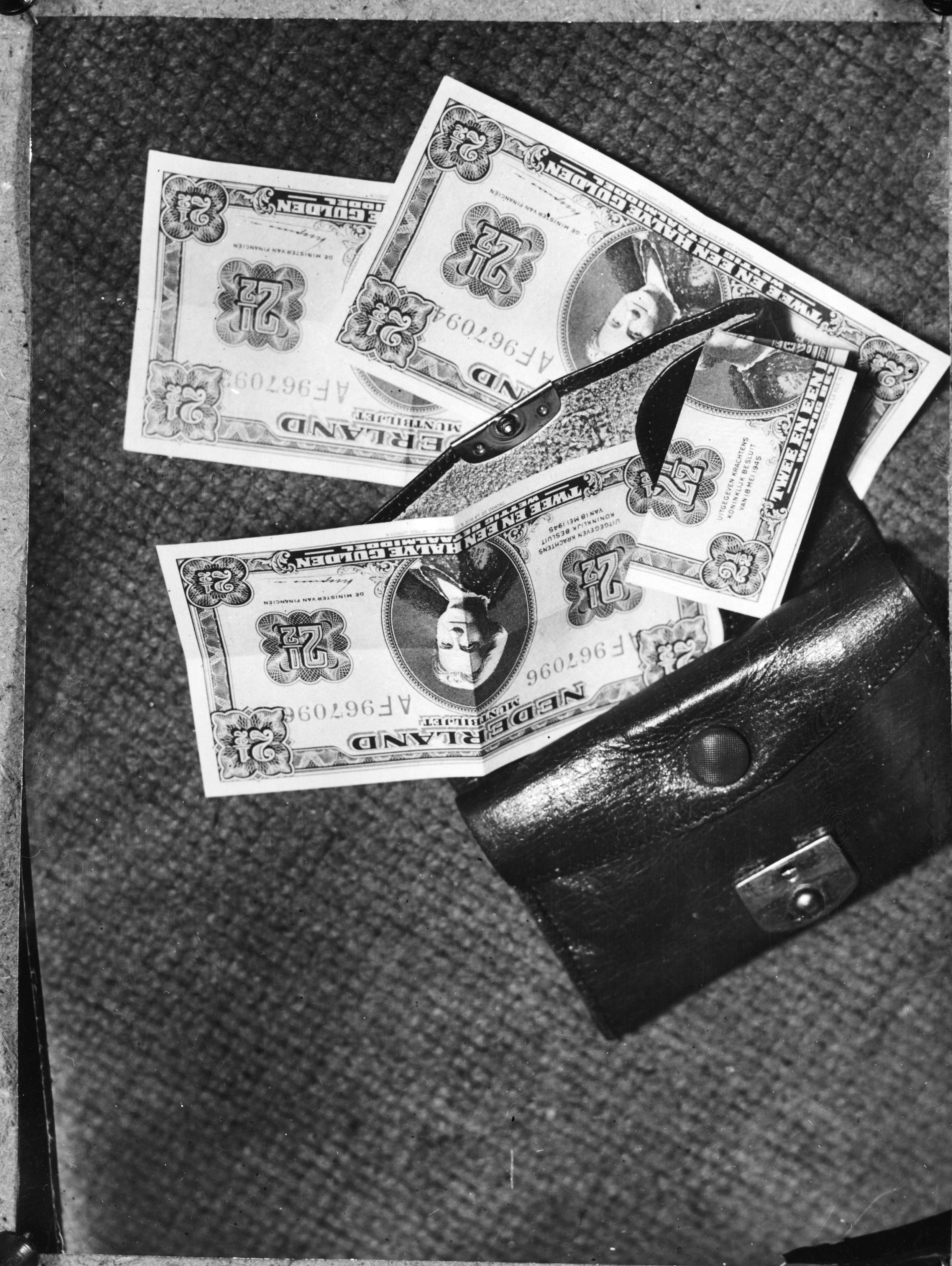
Het tientje van Lieftinck bestond uit biljetten van 1 en 2,5 gulden.

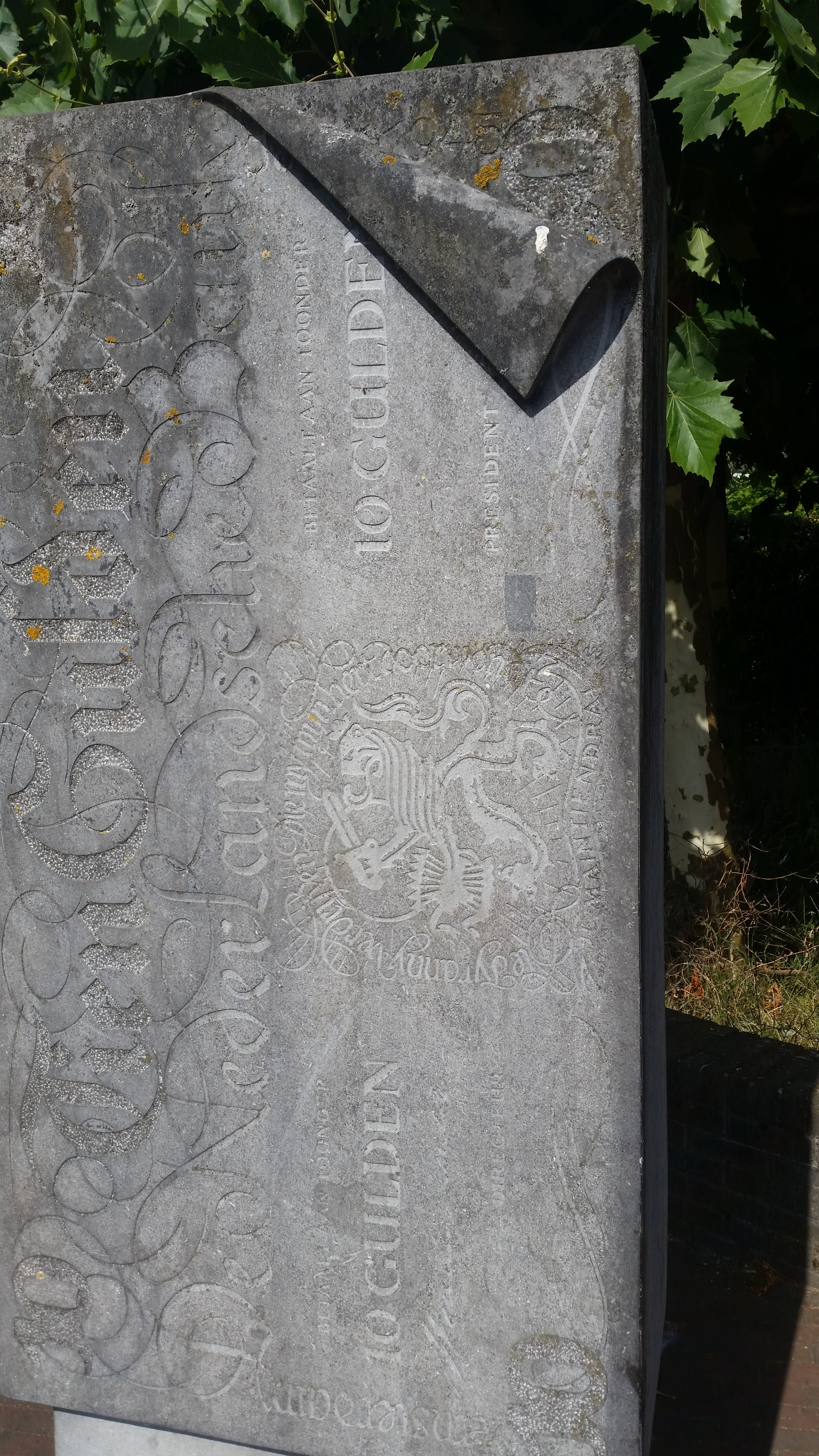
Beeld Tientje van Lieftinck in Muiderberg (juli 2018)

De naam van de Nederlandse oud-minister van Financiën Piet Lieftinck is voor veel mensen nog steeds bekend door het tientje van Lieftinck.
Vlak na de Tweede Wereldoorlog, op 26 september 1945, kregen alle Nederlanders tien gulden tijdens de grote geldzuivering die Lieftinck op touw zette. In de week waarin alle oude bankbiljetten en munten moesten worden ingeleverd – om vervolgens te worden geruild voor nieuw geld – moest men rondkomen van deze tien gulden. Men kreeg overigens niet één biljet van tien gulden, maar een combinatie van biljetten van 1 gulden en van 2,5 gulden, al was het maar omdat anders niemand wisselgeld zou hebben.
Daaraan vooraf ging op 6 juli 1945 het ongeldig verklaren van de 100 guldenbiljetten en op 26 september 1945 werd al het Nederlandse papiergeld in één klap ongeldig. Tegelijkertijd werden alle banktegoeden bevroren. Men kreeg in de daaropvolgende maanden slechts toegang tot een tegoed nadat was bewezen dat het geld op een rechtmatige wijze was verkregen.
Deze geldzuivering was nodig om een einde te maken aan de geldcirculaties die tijdens de Duitse bezetting waren uitgezet. Het was tegelijkertijd een oplossing voor het zogenaamde zwartgeldprobleem. Enkele mensen hadden (zwart) geld verdiend tijdens de Tweede Wereldoorlog en de regering in 1945 vond achteraf gezien niet alles even legaal. Al het papiergeld werd ongeldig verklaard en men moest een verklaring afgeven over hoe men het verkregen had.
Het tientje van Lieftinck maakte hem niet bij alle burgers populair. Niettemin leidde de invoering van het tientje ook tot waardering, wat onder meer tot uiting werd gebracht met een beeldje dat in 1991 werd onthuld in Muiderberg, ter nagedachtenis aan het tientje.
Het tientje van Lieftinck wordt weleens verward met het Lieftincktientje, het eerste tienguldenbiljet na de geldzuivering, uitgegeven vanaf 2 oktober 1945.